# Oliver Paynie Pearson
Oliver Payne Pearson (ur. 21 października 1915 w Filadelfii, zm. 4 marca 2003 w Orinda) – amerykański zoolog, przydomek "Paynie", profesor zoologii w University of California w Berkeley, dyrektor Muzeum Zoologii Kręgowców (Museum of Vertebrate Zoology) w Berkeley. Pearson zajmował się przede wszystkim ssakami, ale opublikował on także wiele prac o ptakach, gadach, czy płazach. Samo spektrum jego licznych badań był bardzo szeroki. Opublikował ponad 100 prac, a dotyczyły one wielu gałęzi zoologii: fizjologii, ekologii, systematyki, biogeografii, biologii reprodukcyjnej, czy behawioralnej. Jego prace były bardzo dogłębne, a wiele jego publikacji stało się 'klasykiem' cytowania.
Studia I stopnia Pearson ukończył w Swarthmore College w 1937. Stopień MA (1939) zarówno jak i doktora (1947) zdobył na Uniwersytecie Harvarda. W 1947 został 'instruktorem' zoologii na Uniwersytecie Kalifornijskim w Berkeley, w 1948 roku został również asystentem kuratora działu ssaków w Muzeum Zoologii Kręgowców. Odtąd przez 56 lat współpracował z Uniwersytetem.
Pearson był określany ojcem ekologii Ameryki Południowej.  W uznaniu tych i wielu innych jego zasług jako ekologa i mammaloga dla tej części świata, w 2000 roku otrzymał honorowy doktorat na Uniwersytecie w La Placie.